# Географічно-статистичний словник Російської імперії
Географично-статистичний словник Російської імперії (рос. дореф. Географическо-статистический словарь Россійской Имперіи) — п'ятитомний географічно-статистичний словник, що видавався з 1863 по 1886 рік під керівництвом російського географа та мандрівника Петра Петровича Семенова-Тян-Шанського. У словнику було ретельно зібрано усі наявні на той час відомості про річки, озера, моря, гірські хребти, населенні пункти, губернії та повіти Російської імперії.
Це капітальне видання не мало на той час аналогів у жодній із західноєвропейських країн.
«Наша слава є славою російської землі», — з гордістю говорив автор про працю російських географів-дослідників.

## Зміст томів
| Том | Назва                               | Рік видання | К-сть сторінок |
| --- | ----------------------------------- | ----------- | -------------- |
| 1   | Аа — Гямъ-Маликъ                    | 1863        | 727            |
| 2   | Дабанъ — Кяхтинское градоначальство | 1865        | 898            |
| 3   | Лаарсъ — Оять                       | 1867        | 743            |
| 4   | Павастерортъ — Сятра-Касы           | 1873        | 867            |
| 5   | Таарджалъ — Яя                      | 1885        | 1000           |

## Видання
Словник видавався у Санкт-Петербурзі в типографії В. Безобразова і К°.
30 вересня 2015 року повну збірку словника (у 5 томах) було продано на аукціоні антикварного дому «Кабинетъ» за 250 000 російських рублів.